# Het Arubaanse Padvindsters Gilde
Het Arubaanse Padvindsters Gilde (APG,Associazione Arubanese delle Ragazze Guide) è l'organizzazione nazionale del Guidismo in Aruba. Questa conta 185 membri (nel 2003). Fondata nel 1941, l'organizzazione diventa un membro associato del World Association of Girl Guides and Girl Scouts (WAGGGGS) nel 1993.

## Programma
L'associazione è divisa in tre branche in rapporto all'età:
- Brownie - dai 7 agli 11 anni
- Guide - dagli 11 ai 17
- Pioneers - dai 17 ai 21.